# Villabate
Villabate er en italiensk by (og kommune) i regionen Sicilien i Italien, med omkring 19.634(2023) indbyggere.  